# Marek Koterski
Marek Koterski (Krakau, 3 juni 1942) is een Pools filmregisseur en scenarioschrijver.
Koterski studeerde in 1977 af aan de filmhogeschool van Łódź. Zijn eerste speelfilm, Dom wariatów, voltooide hij in 1984. Koterski verfilmt uitsluitend zijn eigen scenario's.

## Filmografie
- 1984: Dom wariatów
- 1986: Życie wewnętrzne
- 1989: Porno
- 1995: Nic Śmiesznego
- 1999: Ajlawju
- 2002: Dzień świra
- 2006: Wszyscy jesteśmy Chrystusami
- 2011: Baby są jakieś inne